# 太陽の牙ダグラムの登場人物
本記事では1981年から1983年にかけてテレビ東京で放映された、日本サンライズ制作のロボットアニメ『太陽の牙ダグラム』の登場人物について解説する。

## デロイア独立派（デロイア人民解放政府）

### 太陽の牙（デロイア7）
メインタイトルに冠されている「太陽の牙」という名は、時系列順では第22話の脚本上で初めて登場した。後にゲリラが増大し軍隊化し1個小隊の「太陽の牙隊」と命名される。メンバーの大部分は地球の圧政に耐え兼ねたデロイア人で構成されており、デロイア独立の理想を掲げ終戦まで戦い抜くことになる。その名称は「ボナールグランプリ」の事件でマスコミ＝新聞記者のディック・ラルターフが自らの署名記事中で創作、命名した愛称である。ダグラムという兵器名も、同記事にて初めて作品世界内の一般市民に報じている。
アニメ誌などでは第1話で用いられた「デロイア7」という名称で表記されることが多かったが、本来は地球への出稼ぎ時代に暴走族だったロッキーたちが名乗っていたチーム名として設定された名前であるため、第22話までは視聴者にはタイトルにある「太陽の牙」が何を指すものかは語られていない。後に独立政府へ組み込まれ、第48話でタイトルと同じ「解放軍遊撃隊」という正式名称を与えられている。
クリン・カシム
声 - 井上和彦
主人公でカシム家の三男。17歳。
名家の子として何不自由なく育ったが、ロッキー達との出会いなどを通じてデロイア植民地の現実を知り、独立運動指導者のサマリン博士から地球とデロイアの懸け橋として新型CBアーマー・ダグラムのパイロットに指名される。直後に自分のせいで博士とダグラムが捕獲されたことに責任を感じ、連邦軍からダグラムを奪還して実家とは縁を切りゲリラに身を投じる。自身は富裕層の育ちで、しかも父は地球でも最高権限を持つ政治家であるがデロイア星での現実に直面し「こんなことは間違っている」とデロイア独立の為に立ち上がった。
地球連邦軍士官学校の生徒であり、ラウンドフェイサー（社名から通称は「ソルティック」という機体）の操縦訓練も受けていたためダグラムを乗りこなし、専任パイロットとして最後まで戦う。
初期は新米パイロットであり特に目立たなかったが、太陽の牙が独自にゲリラ戦を展開し行動していた頃には士官学校で学んだことを生かし作戦立案を行ったこともあり、後に解放軍のCBアーマー隊が結成された後は現場指揮を執ることもあった。ダグラムの性能に仲間の助け、加えて自身の熟練度も上げており終戦までダグラムを大破させずに戦い抜いている。
何事も己の直感を優先して実行する性格で、良くも悪くも社会的立場を重んじる兄たちの反感を買うことも多かった。しかし父のドナンはそんな一途さを評価しており、母もまた「純粋なところがドナンに似ている」と述べている。第1話ではロッキーたちと同じく陽気な面もみせていたが、父がデロイア人の仇敵であること、愛する家族を捨てて敵に回ったことから葛藤・苦悩し、以降は陽気な一面を殆ど見せていない。
最終回ではダグラムの引き渡しを拒否、自らの手で爆破・焼却した。その後デイジーに「半年後にデロイアに戻る」と伝言を残し、母親の待つ地球へと帰還した。
ロッキー・アンドル
声 - 田中亮一
暴走族集団「デロイア7」の仲間をもとに結成したゲリラグループのリーダーを務める18歳。粗暴で怒りっぽい所はあるものの、根は情に厚い性格。ゲリラ活動以降は主に黄色の衣装とブーツを着用する。
地球で知り合ったクリンが政治家の息子（しかもトップの）と知って、当初は強く嫌悪していた。だが故郷や家族と袂を分かってまで自分達の味方であり続けようとしたクリンの純粋な心意気に感じ、以後は仲間として認め共に戦い続けた。
平時・戦闘時を問わず暴走族時代からのリーダー経験によって培われた統率力を存分に発揮。個性豊かな太陽の牙の面々をよくまとめ、デロイアの動乱を戦い抜いた。
最終回でもダグラムの引き渡しを拒むクリンの意志を汲み「自分の牙の落とし前くらい自分でつけようぜ！」と仲間たちを扇動、ダグラムの自爆と共に持っていた武装を炎の中へ投げ捨てた。
キャナリー・ドネット
声 - 山田栄子
太陽の牙ではサブ・リーダー的な存在。赤毛と褐色の肌に猫目、ワインレッドの衣装が特徴的な少女。第1話では、彼女が朽ち果てたダグラムの前にやってきて戦いの日々を回想する場面から物語が始まっている。
勝ち気で男勝りの性格、言葉遣いも荒っぽいが、子供時代はかなりの泣き虫だった。自身と兄・デオル、ロッキーは幼馴染み同士であり、食堂のウェイトレスをしていた当時に兄を連邦軍のゲリラ狩りで殺されてしまい、独立運動に身を投じた。このことをしばらく引きずっており、ロッキーとクリンの和解後もしばらくはクリンを敵視していた。その後ガルシア隊との戦いで連邦軍を裏切り味方に加わったハックルの苦悩をクリンが語ったことから理解し始め、仲間として認め絆を深めていった。
戦闘時は常に最前線で敵に突進し活発さと勇猛さを発揮。やや細身な体型ながらビッグEガンを単独で放ち、吹っ飛ばされながら敵を撃破したこともある。ビリーがTOWミサイル（携行型有線誘導弾）を使う時には装填手を務めている。
女性ゆえに他のゲリラから侮られたこともあったが、隠密作戦ではロッキーと共に駆け落ちのカップルまたは新婚を装って行動し、その時にロッキー相手に本音を漏らし、女性らしい一面も覗かせた。
脚本の初期稿では「ミディア」という名前で、『マイアニメ』（秋田書店）の付録ではその名で記されてしまった。
チコ・ビエンテ
声 - 田中崇
傷跡のあるスキンヘッド、いかつい風貌の巨漢で見掛け通りの怪力という19歳。濃紺のロングタイツとヘッドギアが特徴。性格的には豪放磊落で竹を割ったように裏表がなく意外にひょうきんでちゃっかりしているが、相手の立場を慮る面もある。
修理屋の息子でメカに強く故障したトラックの修理をこなしたり、体躯を活かしてビッグEガンの使い手となり敵CBアーマーなど機甲兵力を相手に一歩も退かない度胸もある。
バラフ軍刑務所でのサマリン及びゲリラ仲間の救出作戦では自ら手を挙げ、政治犯輸送車を襲撃して収監する一人と入れ替わって潜入。その作戦は失敗して拘束されるが、看守長の拷問にも口を割らず心身の強さを発揮している。
ビリー・ボール
声 - 梨羽雪子
顔立ちと小柄な体型から、年齢以上に幼く見える16歳。胸元に黄色のハートがあしらわれた茶色の上下という衣装がトレードマーク。
普段の言葉遣いや負傷した際に大げさに騒いで痛がるなど幼さを感じさせる振る舞いが多く、その外見と相まってジョルジュにはやたらと子供扱いされていた。口は減らないが差別的偏見を持たない明るい性格で、ロッキーやフェスタがクリンの正体を知り差別的な態度を取った時も、その態度を疑問視しクリンの方を心配していた。
戦闘時は主に拳銃を使っていたが、物語中盤以降はTOWミサイルを使うことも多くなり、戦闘ヘリコプターやCBアーマーを撃破することもあった。
ナナシ
声 - 緒方賢一
年齢や本名は不詳。語尾の「…んだナッス」に代表される訛りが強い言葉遣い、ポジティブで笑顔を絶やさず陽気だが飄々とした面もある性格が特徴のキャラクター。
小太りの体型と刈り上げのヘアスタイルで、服装は変装した以外では一貫して「ハーフパンツ一丁に裸足でサンダル」という軽装。非戦闘時には周囲の行動をよそに何かやっては一人芝居でズッコケをかますことも多い、コメディリリーフ的な立ち位置である。
太陽の牙では主に雑用係兼衛生兵の役割を担っている。動物的な鋭い勘を持ち、敵の計略を見破って仲間の窮地を未然に防いだり、作戦中の独断行動で不利な状況打開のきっかけを作るなど活躍する。
地球に居た頃は盗みで生計を立てていたらしく、爆薬や車両の予備パーツ、連邦軍の制服などをどこからともなく調達していた。意外にも読書家であり、暇な時は本を読んでいる姿が随所で見られたが、本を上下逆にしているなど本当に読んでいるのかは怪しい。頑強か鈍感かは不明だが、熱いコーヒーにもかかわらず素手をカップ代わりにして注いでもらって飲み干したり、厳寒のカルナック山脈や北極でも防寒服を受領することなく前述の軽装のまま過ごしていた。
キャラクター設定時には名称未定でデザイン画に「ナナシ」と表記されており、完成作品でもそのまま名前として使用された。
フェスタ・ブロンコ
声 - 鈴木清信
暴走族時代からロッキーのグループに参加しているメンバーの一人。角張った輪郭と緑の衣装が特徴。陽気だがロッキー以上に粗暴で血の気が多く、いかにもワルの典型というキャラクター。ただし褒められたり持ち上げられるのは苦手なのか照れ隠しで素直に喜べない性格をしており、他者を見捨てない情け深い一面もある。
メンバーの主流武器であるEガンではなく、火薬の香りを好む理由から実弾式のサブマシンガン を使用しており白兵戦にも長ける。ハックルを拉致した直後は縛り上げて引き回したり、おじん呼ばわりなどで散々な扱いをしたが、彼が毒蛇に足を噛まれた際には血を吸い出し応急処置をしていたからか恨まれることはなく、一気に仲は深まっていった。
バイクの運転技術は一流で、執拗に追撃を目論むガルシアが乗るデザートガンナーの懐へ飛び込み撃破する一世一代の大活躍を見せた。だが、ガルシア隊に勝利した喜びのあまり上機嫌になっていたフェスタは、オッペがハックルに射殺された際に持っていた手榴弾をサイドカー側車の足元へ落としたことに気づかないまま荒っぽい運転を続けた。後に衝動の弾みで引っ掛かったピンが外れてしまい、半ば暴発に近い形で非戦闘時にもかかわらず呆気なくバイク諸共爆死してしまう。死の直前まで自身が思いを馳せていた、ボナールグランプリの観戦は叶わなかった（第17話「死に神の執念」）。
ハックル・G・トンプソン
声 - 小宮山清
元地球連邦軍のデロイア人整備兵。細身の体型と刈り上げヘアに丸眼鏡、24歳には見られない老け顔が特徴。
ボナールへ向かう道中で食料などの物資が尽きかけた太陽の牙一行は、追手であるガルシア隊の補給部隊をおびき出して強奪する作戦を立てた。その際、偶然ロッキーらに目を付けられたことで拉致される（第13話「敵補給隊から奪え」）。
一時はクリンとダグラム投降の取引によって解放されるものの、太陽の牙の面々が上官から聞かされていたゲリラのイメージとは全く違っていた上にガルシア隊の悪辣さを目の当たりにし、フェスタからの散々な扱いも気に留めず「クリンが受けた仕打ち（ガルシアとオッペからの、憂さ晴らしとばかりの一方的な暴行）に比べ、ゲリラは僕に対し何もしなかった、僕は貴方（クリン）を助けたい」とゲリラ側へ寝返りクリンとダグラムの奪回に貢献、正式に太陽の牙へ迎えられ加入した。
性格は気弱でおとなしく、フェスタから名前ではなく「おじん」呼ばわり（ロッキーやチコらに呼ばれたことも）されたり、ジョルジュの言葉に乗じたチコの冗談半分の脅しに本気で怯えてしまうなど仲間から「いじられ易い」性格。寝返った際には後悔したり、作戦行動時に不安がったりするなどネガティブな面もある。
とはいえ元正規兵だけあってダグラムの部品の多くは地球製であることなどのメカニック知識は豊富で、不意討ちを狙ったガルシア隊のオッペを咄嗟に反応して倒すなど射撃の腕も確か。また、車両だけではなく鉄道（機関車）の運転、さらに作戦中にダグラムを離れることが多々あるクリンにダグラムを届けるなどCBアーマーの操縦もこなし、オールラウンダーぶりを発揮し活躍する。
フェスタとは上記のように散々な扱いを受けたがウマは合うようで、ロッキーも認めるコンビぶりであった。そのためフェスタの突然の死には酷く悲しみ落ち込んでいる。
ジョルジュ・ジュールダン
声 - 千葉繁
ボナール市の暴走族。17歳。ボナールグランプリのレース会場でフォン・シュタインの演説にヤジを飛ばしたことがきっかけで暴動へ発展した混乱の最中、太陽の牙に意気を感じて加入を熱望するものの、当初はロッキーらに断られていた。その後はメンバーの信頼を勝ち取ったことで、フェスタと入れ替わり太陽の牙へ加わる。
声を担当した千葉のアイデアで台詞に九州弁を取り入れ「常にボナール地方の方言で話す」という設定が付けられた。その方言を絡めた巧みな弁舌で、前述のヤジを始めとして何度も聴衆をのめり込ませている（『チョロQダグラム』では口の回転を評価され、レースの実況担当となっていたが九州弁は使っていない）。
リタには好意を抱いている。太陽の牙を離脱し戻って来ないリタに対し、人間不信に陥りそうな心境の描写がある。第47話で彼女の死を知ると仇を取るべくミサイルをくくりつけたバイクで連邦軍めがけて捨て身の特攻を敢行、ブロックヘッドを撃破し人質を取られた味方の窮地を救うが寸前に敵の攻撃による爆風で落車し命拾いしてしまう。戦闘後はリタを疑った事に悔やみ泣き喚き、しばらくは死に急ぐかのような行動を見せるなど自暴自棄になっていた。
ベレー帽がトレードマークで、その容姿は太陽の牙メンバーが初対面時に驚くほど、フェスタに酷似している。さらにバイクの運転技術の高さ、実際の戦闘でも実弾のマシンガンで白兵戦をメインにしていたことなど、フェスタとの共通項は多い。一方、自らバイクで特攻をかけながら命拾いしたのは、不運によってバイクと共に散ったフェスタとは対照的である。
アニメ誌やエンディングテロップでは、しばらく準備稿での名前である『チェスタ』となっていた。
リタ・ベレット
声 - 川浪葉子
パルミナの踊り子で、褐色の肌に束ねたブロンドヘアと切り揃えた前髪が特徴。陽気で天真爛漫、喜怒哀楽はハッキリしているが、ハックルには「（統一されていないという意味で）乱数表みたい」と性格を評されている。連邦軍に追われていたところをパルミナ上陸後の太陽の牙が偶然助けたことから、しばらく太陽の牙と行動を共にする。
デスタンがゲリラだった頃に救われており、その理想主義に共鳴して独立運動へ身を投じるようになる。アンディ鉱山では情報屋に転向したデスタンと再会したが、偽情報を掴まされた上に情報源であるデスタンの名を明かさなかったことで、太陽の牙と仲違いしてしまう。
その後はデスタンの正体を知った上で、過去の恩義から今度は自分が助ける番だと太陽の牙から離脱。アンディ鉱山行きの列車に向かい、一つ手前のアガナ駅にて、兵器を積み込んで武器密輸の裏工作を行っていたデスタンの説得を試みる。しかし、その列車に居合わせたラルターフが偶然現れたことで「自身が売られた」と誤解したデスタンに射殺されてしまった（第45話「夢散らす凶弾」）。
なお、リタの死は第47話でサマリンの所へ顔を出したラルターフによってジョルジュへ、特攻が未遂に終わり救出されたジョルジュから太陽の牙メンバーへと知らされている。
また『コミックボンボン』で連載された森藤よしひろ作画のコミカライズでは、別の筋書きとなっている。

### 政治関係者
デビッド・サマリン
声 - 宮内幸平
デロイア独立運動の指導者で象徴的な人物。元々は博士号を持つ歴史学者であり、劇中の同志や部下たちからは専ら「サマリン博士」と呼ばれる。
大局的な視点を持ち、組織や社会を後ろ盾にする人間は軽蔑し個を信じる傾向で、自身が認めた者は同志と見なす懐の深さと大胆さを持ち合わせる人物。中でも、敵である地球側の要人の息子であるクリンの性格を見抜くと独立運動に引き入れ、ダグラムのパイロットを任せるという大きな決断を下した。若者の純粋な思想を重用したが、結末的に全体主義の政治をする「大人達には通じない」ことを知っていながら巻き込んだ自分に後悔しながらもクリンやロッキー達に変えてくれる可能性を信じた。
彼の持つ理念はデロイアの民族主義ではなく近代的な個の尊厳を信ずる立場であり「まやかしの民主主義ではない平等への真の解放」である。歴史に学ぶことの重要性を認めつつ、独立運動についても独立ありきの民族情緒を抱いているのではなく「対等の立場に立てるようにする、どちらが腹一杯食えるか」という観点を掲げている。
ドナンとは正反対の考え方の持ち主であることが窺える一方で『少数意見も尊重される社会が作れればいいが、それはとても困難だ』とも語っており、デロイアの独立が成っても皆が幸せにはなれないだろうと達観しているリアリストでもある。
一時はダグラムともども連邦軍に拘束されるが太陽の牙メンバーらゲリラの尽力で奪回、人民解放政府成立後はその首班を務め強硬派を支持。しかしカルメルを始めとする和平派の反発を招き、人民解放政府内部に微妙な亀裂をもたらしていく。
物語終盤では解放軍が北極ポートを目前にしたところでカルメルのクーデターによって軟禁状態に置かれ、ラコックとの間に偽りの独立協定を調印させられた。独立記念パーティーの後にJ・ロックと太陽の牙によって救出されるが、孤立した形で戦いを続行しようとする彼らの行動に困惑して虚脱状態となってしまう。それでもカルメルの治安軍に包囲されて危機に陥ったときに自らの成すべき事を思い出し、流れ弾で重傷を負いながらカルメルを説得して治安軍を撤退させる。その後、太陽の牙のもとに戻って諭し『生きろ、生きて未来を作れ』と言い残して息を引き取った。
ヘシ・カルメル
声 - 加藤治
デロイア人民解放政府和平派のリーダー。ゲリラ時代は地球連邦内の自治州間の対立を利用し、反メドール州の資本家などに対してデロイア独立に協力するよう説得することを任務としていた。
人民解放政府樹立後、サマリンら強硬派が推していた北極ポート制圧を（軍事的な冒険が過ぎるという意味で）無謀と考え、地球連邦との話し合いによる独立を主張した。気弱で優柔不断な一面もあり、次第にその部分をラコックに利用され、解放軍による北極ポート制圧作戦の発動阻止を意図したクーデターをお膳立てされたことによって、サマリン派の排除を余儀なくされた。
さらにラコックには丸め込まれ、その気がなかったにもかかわらず（サマリンに任せるつもりだった）人民解放政府の首班に就任させられるが、北極ポート制圧未達成という事実から「軍事的実行力の不足から来る政治力の弱さ」を突かれるなど連邦サイドに次々と譲歩を迫られ、結局は独立前とほとんど同じ状態にまで後退させられる。交渉術で一枚も二枚も上だったラコックの悪辣さを改めて思い知らされ、深い怒りと失望を味わう。
しかし土俵際とも言うべき状況に追い込まれた時、これまでの自身の甘さを自覚して独立運動家としての意地を取り戻す。さらにサマリンから『安易な譲歩を行ったことで、独立が達成出来なかった例は歴史上、数多く存在する』と諭されたことを思い返し、デロイアの主権を守るために現場へ治安軍を派遣するなど連邦軍との全面対決を決断。最終的にはラコックがデスタンに暗殺されたことで地球側の政治的対応がマヒ状態に陥ったことも手伝って「戦闘回避」という結果でデロイアの主権は守られる政治的な道筋を成立させ、太陽の牙には武装解除を条件にデロイア独立の功労者として無罪放免した。
登場人物の誰もが思い描いた理想を目まぐるしく動く現実の壁に打ち砕かれていく中、自身の理想をある程度実現させた唯一の人物となる。
ジョーク
声 - 大林隆介
デロイア独立派ゲリラのリーダーであり、デロイア人民解放政府の幹部。サマリンの武闘路線に同調する強硬派で、情勢判断に優れた政戦両略の実力者。
人民解放軍による北極ポート制圧を事務レベルで積極的に推し進めたが、最高幹部会議中に起こったカルメル及び側近のクーデターによって揉み合いとなった際、拳銃で胸を撃たれてしまう。なおもカルメルに怒りを叩きつけるように迫るが、志半ばで非業の死を遂げた。

### 軍部関係者
J（ジェイ）・ロック
声 - 曽我部和行
右目の眼帯・ベレー帽・口髭という外見が特徴の独立派ゲリラで、自身が率いる「デロイアの星（通称J・ロック隊）」では情報工作や破壊活動任務を担う。度々太陽の牙の危機を救う活躍を見せ、ダグラムの強化パーツであるターボザックと専用トレーラーを届けたのも彼の部隊である。
ザルツェフとは宿命のライバル。失明した右目は彼との決闘が原因であるが、個人的な恨み以上にザルツェフの有能さ・誇り高さを評価し、失脚した彼をゲリラ陣営に迎えるべきとサマリンに主張した。最後までサマリンや太陽の牙と行動を共にした後、ダグラムの自爆を見届けて何処へともなく去っていった。
バックス
声 - 細井重之
独立派ゲリラのリーダー格の一人。各地のゲリラやデロイア独立に好意的な企業などの組織と連絡を取りながら、情報収集や物資調達などで活躍。ダグラム奪回後の太陽の牙にEガンなどの武器を調達し、地球主導のデロイア独立後には彼らがダグラムとサマリン奪回する際にも協力した。
ジャッキー・ザルツェフ
声 - 屋良有作
地球連邦軍少佐。フォン・シュタインにダグラム掃討を直々に命じられ「もっとも頼りになる男」と称された。優れた戦略家でもあり、ラウンドフェイサーの装甲を全て外して運動性を向上させたり、ターボザック装着でダグラムの跳躍力が低下することを見抜き、崖の上に配置したブッシュマンに攻撃させるなどの奇策で、太陽の牙を幾度も危機に陥れた。
しかし味方に足を引っ張られたことによる作戦の失敗が重なった上、フォン・シュタインと対立したことから謹慎処分となる。この期間中にJ・ロックの部下が連邦軍の兵士に偽装してザルツェフに接触、ゲリラ側への協力を何度か要請するがザルツェフはこれを拒否し続けた。しかしゲリラとの接触を軍に報告していなかったため、フォン・シュタインに知られた際には軍規違反で咎められ信用を失い少尉へ降格、軍刑務所送りとなる。移送途中に独立派ゲリラから救出されるが、暫く態度は保留したもののゲリラ参加を承諾、以後はサマリンの参謀として現場の指揮を執る。独立派ゲリラ上層部からも全幅の信頼を置かれ、その能力を遺憾なく発揮した。
北極ポート侵攻の中止・休戦時に政治的取引の一環として、自ら連邦軍に逮捕される途を選び、禁固30年の判決を受け「今度は生きては出られまい」との覚悟を固めて投獄されることとなる。
なお、独立派ゲリラに参加後はサマリンらゲリラの幹部や太陽の牙メンバーからは少佐と呼ばれていた。
ガボール・ザナ
声 - 鈴置洋孝
ウルナ基地に所属する、デロイア人の連邦軍中尉。基地司令官のデロイア人ゲリラに対する人道に反した戦時条約違反行為を批判したことから、司令官に銃殺刑を宣告される。この件が基地のデロイア人兵士の反乱に発展すると、その頭目に祭り上げられる。反乱鎮圧での連邦軍侵攻時は兵士たちをまとめ上げ、その背後から乱入してきた独立派ゲリラに呼応し反撃。敵を追い返して独立派へ合流する。
解放軍ではザルツェフの片腕として活躍したが、北極ポート侵攻の終盤に戦死。
ビギン
声 - 島田敏
デロイア人のウルナ基地所属の連邦軍少尉。兵力掌握や部隊編成などでザルツェフやザナを補佐した。

### その他ゲリラ等
バスク
声 - 千葉繁
デロイア人のテロリスト。地球でドナンの暗殺を計画、クリンに取り入って騙しラウンドフェイサーを奪ってドナンが搭乗するシャトルを攻撃するも失敗。その後は取り囲んだ警備部隊の挑発に乗ってしまい、対アーマーライフルでコクピットの直撃を受けて死亡。
デオル・ドネット
声 - 木原正二郎
キャナリーの兄で、地球連邦第8軍かつ元デロイア独立正規軍の軍曹。ロッキーとは幼馴染みであり、バイクの運転を教えた。
フォン・シュタインの謀略と裏切りを訴えるため同志と共にクラブガンナーで反乱を起こすが、鎮圧部隊の返り討ちに遭って死亡。
ジョージ
声 - 滝雅也
デロイア独立派ゲリラのリーダー。バックスと親しい間柄でありボナールでのダグラム量産を切望していたが、アジトをガルシア隊に攻撃され自らもその銃弾に倒れた。
エディ
声 - 島田敏
デロイア独立派ゲリラの一員。議論を好みデスタンとは気が合うが、いざ戦闘となると怯えてしまい太陽の牙メンバーとは折り合いが悪かった。
その後はデスタンらと共に別行動を取り、ボナールでは劣勢から自棄酒を煽っていたところを同地に到着した太陽の牙メンバーと偶然にも鉢合わせ、慌てふためいて逃げ出す。メンバーがデスタンと合流、誘導される所に追い付くと「ゲリラを裏切ったデスタンと連邦軍の罠であること、さらにサマリンの転向声明」を知らせた。
メンバーとの合流後は連邦軍に追われボナールのエネルギー集積基地に立て籠もるが、脱出の間際に独断で動き回ったためメンバーを見失ってしまう。やぶれかぶれになり基地を取り囲む連邦軍兵士に向かって小銃のみで単身突撃、返り討ちに遭って死亡する。しかしこの突撃が突破口となったため、結果的に太陽の牙メンバーやダグラムの脱出を成功させた。
ハーマン・ベイカー
声 - 飯塚昭三
スパ市に拠点を置くゲリラ支援家。デロイア独立派ゲリラに私邸を会議場として提供した。
クローニ
声 - 笹岡繁蔵 / 田辺博章
デロイア独立派ゲリラ・デロイア解放隊のリーダーで、ゲリラ会議に参加。好戦的で、会議では地球人を一人でも多く倒すことを主張し、和平派とは意見が対立している。
デロイア人民解放軍の北極ポート進攻時には、戦力としてその一翼を担った。
ドック
声 - 長堀芳夫
デロイア独立派ゲリラ・大地の絆のリーダーで、ゲリラ会議に参加。意見するロッキーに楯突く態度を見せた。敵対意識から地球人には嫌悪感を持っており、初対面だったクリンに対しても毒づいている。会議中の交戦で負傷したデビッドとともにブロックヘッドに迫られるが、クリンらに助けられたことで太陽の牙への評価を見直して別れた。
デロイア人民解放軍の北極ポート進攻時、第1次カルナック山脈攻略に失敗し戦死。
デビッド
声 - 市東昭秀
デロイア独立派ゲリラ・大地の絆のメンバーで、ゲリラ会議に参加。会議では連邦と繋がるデロイア軍上層部の暗殺隊結成を提案していた。会議中の交戦で左足を負傷して窮地に陥るが、クリンに助けられる。
名前不明
声 - 二又一成 / 島田敏
デロイア独立派ゲリラ。会議に参加していたメンバーのうちの2名だが、実はザルツェフのスパイ。時計型のカメラ付き発信機を使って会議会場であるハーマン邸の場所を特定させ、盗撮により参加者などの情報を内通していた。
一人目は内戦で家族を失って辟易している理由から裏切ったものの、邸宅での交戦時にデューイ戦闘ヘリから銃撃を受けて死亡。二人目は連邦軍兵士と接触し情報を要求された際に不信感から拒否するも、背後から別の兵士に殴られ気絶。結局情報デバイスを奪われてしまった。
ウイリー
声 - 桜庭祐一
デロイア独立派ゲリラ。バラフ軍刑務所に収容されており、パイプベッドのパイプ部分に見立てた改造銃や爆薬を調達するなど脱走を計画・指揮していた。
潜入したチコからサマリンが同刑務所へ収容されていることを知らされ、脱出と救出を実行。しかし囚人に紛れたスパイによって計画は事前に漏れており、ザルツェフによる策略で追い詰められ確保される。その後は看守長の拷問で口を割り、バックスらゲリラの情報を話してしまった模様。
ノキオ
声 - 亀井三郎
パルミナ大陸ゲリラの総リーダー。各地区ゲリラの合流と一斉蜂起により、機運が高まったとしてドガ市攻略を画策。しかし気のはやるノキオたちに対して「参謀が不在で確たる組織体系を持たない現状」からサマリンには時期尚早だと諭されるが、勢いのままに強攻策を取る。
案の定、レークの的確な指揮で迎撃した連邦軍に制圧されゲリラは敗走。ノキオ自身もクリンの眼前で、ブロックヘッドの機関砲により蜂の巣にされ戦死してしまった。
エル・ゴード
声 - 野本礼三
タロス村ゲリラのリーダー。連邦軍に村を襲撃されたが太陽の牙によって危機を救われた。
ブリアン
声 - 笹岡繁蔵
サマリン等をアンディ鉱山に誘導した。
“赤い星”リーダー
声 - 岡和男
ラコックの策略によって廃止された野戦病院の負傷者を、太陽の牙と協力してアンディ鉱山内に誘導。連邦軍には鉱山への侵入地点を追跡され道中で阻まれたがジョルジュの特攻未遂によって窮地を脱し、負傷者たちを無事に送り届けた。
伝令
声 - 二又一成
デロイア人民解放軍の伝令。サマリン及びザルツェフからの指令をオートバイで解放軍遊撃隊である太陽の牙に伝達した。
デイビス
声 - 野村信次
元地球連邦軍CBアーマーパイロットだったが、脱走してデロイア解放隊に加わった。地球人のクリンに代わりダグラムの操縦を任されるも、戦闘への恐怖心から敵前逃亡する。連邦軍を脱走した理由も実はその恐怖心からであり、敢えて自己の弱さを曝け出し最前線から去って行った。
ロジャー
J・ロック隊の隊員。太陽の牙と共に砂漠の砦で戦闘中、地球連邦軍のデューイ戦闘ヘリの銃撃を受けて戦死した。

### 治安軍
マービン
声 - 塩屋浩三
デロイア新政府治安軍の大尉。ラコックの独断で派遣された地球連邦軍を実力行使で排除するため、カルメルによって太陽の牙とJ・ロック隊が立て籠もる砂漠の砦付近の戦闘地域に派遣された。
ラコックの暗殺によって地球連邦軍が撤退した後は、太陽の牙とJ・ロック隊に武装解除を要請して応諾。ダグラムの自爆に当たって治安軍兵士共々挙手敬礼してこれを見届けた。

## 地球連邦

### カシム家関係者
ドナン・カシム
声 - 山内雅人（ナレーションも兼任）
クリンの父親で、地球連邦評議会議長（メドール州選出）、メドール州副首相。57歳。妻のフィナは後妻であり、ラビン・サラ・ロイルの3人は前妻との子である。
デロイア独立は、国家間の対立を克服してようやく成立した地球連邦に対する歴史の逆行であり、デロイアの自治権確立も時期尚早でデロイア人と地球人の双方を不幸な結末に導くという観点から、デロイア独立阻止のために尽力する。しかしその方法が「故意に反乱を演出して独立派をあぶり出し、一網打尽にする」といった謀略的であったため却って怨嗟を買い、デロイア独立運動を活性化させてしまう。また、それを息子のクリンに諌められると「政治とは最大多数の繁栄のために行うもの、それを実現するための多少の犠牲は仕方ない」という考え方を露わにして一蹴、結局クリンを敵であるゲリラへ走らせてしまう。
それでもクリンのことは自分にとてもよく似た一途さを評価し、表にこそ出さなかったが同時にその身を案じていた（ただし、第1話でラコックからクリンのことを「獅子の子はやはり獅子」と警戒されている）。
人間の本性を見抜く目を持つ視野の広い人物であり、クリンやレークの実直さを評価する一方でラビンやロイルの奢った考えを良しとはせず、ラコックの卑怯な面も見抜いている。また、敵ながらサマリン博士にも敬意を抱いており、会見した際には手錠を外させるなど、対等な立場での対話姿勢を見せたが「地球のやり方はいつも同じだ。手錠は外しても囚われの身には変わりはない。まるで立場が違う」と、サマリンから指摘された。
デロイア独立に反対する理由は私利私欲ではなく「自分は人の親であると同時に地球人類の親であり親が子の幸せを願うのは当然」という信念に基づくものであり、地球人類の生存に必要なデロイアの資源がデロイア人に独占支配されることを避けるためだった。
以前から重い病（発作は頭を庇う・胸を押さえる描写と一定せず、病名も全く語られていないため詳細は不明）を患っており、それが性急かつ強引なデロイア政策を執ってきた最大の理由で「自分が生きているうちに地球のことを固めておかねばならぬ、死んでからでは手遅れだから」と、主治医にして親友のニールに自身の余命まで問い質すほど強い思いを抱いていた。ドガ市陥落後に病状が悪化して倒れ、最期はクリンに「自分の信じる道をまっしぐらに生きろ」と言い残し、妻のフィナに看取られながら世を去った（第69話「ドナン・カシム死す」）。
この遺言はクリンに強い影響を及ぼし、最終的にクリンはデロイアに骨を埋める道を選ぶこととなった。
なお、劇中でのドナンの地位は「連邦評議会議長」であるが、アニメ誌、『デュアルマガジン』といった関連媒体では一時「地球連邦副大統領」とされていた。
フィナ・カシム
声 - 山口奈々
クリンの実母でドナンの妻。50歳。温厚で誠実な人柄。ドナンとの夫婦仲は良好だが後妻であり、クリン以外の3人とは血が繋がっていないためラビンからは疎まれているが「自分の子供達に対しては、分け隔てなく平等に扱い接してきた」と自負している。デロイアが独立し、一連の戦いに終止符が打たれた頃に子供たちはカシム家を出ており、フィナと執事のワトキンスだけが残っていた。
終戦後にクリンが一時帰宅した際「もうどこにも行かないでおくれ」と願うも通じず、ドナンの遺言に従いデロイアへ戻っている。
ラビン・カシム
声 - 政宗一成
ドナンの長男で財務省勤務のエリート官僚。既婚者で妻がいる。
短気で傲慢かつ狭量な性格。昔から他の兄弟とは違う行動に走るクリンや、彼と似た性質を持つ義弟のレークを疎ましい存在としか思っていない。加えて継母のフィナに対しても冷淡な態度を取っている。
同じ地球人は勿論、他人や身内も不問で学歴・地位や行動など「表に出ている一面のみ」でしか相手への判断や評価をせず、格上には平伏し格下には容赦しない。ロイルやレークの窮地にも罵倒するばかりで救いの手を差し伸べようともしなかった。ドナン死去の直前で面会し、茫然自失となって出てきたクリンに対しても「親不孝者め！」と口汚く罵っている。
上記のような性質から周囲の人望も大して得られておらず、クリンとも最後まで分かり合うことはないままカシム家を出ていく。
小説版ではデロイア人の愛人がおり、子供が出来る度に中絶を強要するという非道な仕打ちを与える描写がなされている。
サラ・カシム・ボイド
声 - 梨羽雪子
ドナンの長女。赤毛で短髪で快活な女性。レークの妻であり2児をもうける。ラビンとは違いフィナは母親として尊敬しており、ともにクリンのことを心配していた一方で、2人の兄に対しては内心軽蔑している節がある。出番は少ないが夫であるレークや弟であるクリンの身を常に案じている。
ドナンの死後は夫についていく形で家を出て行った。
ロイル・カシム
声 - 塩沢兼人
ドナンの次男で、地球の総合商社・RDカンパニーに勤務しているエリートサラリーマン。25歳。
兄のラビンと違って短気な面は見せないものの同様にクリンを疎ましく思っており、自己保身的な面に至ってはそれ以上である。恵まれた育ちが災いしたのか他力本願の典型と言える性格で、尚且つそれをラコックやドナンから露骨に指摘されても意に介さないほどの厚顔無恥。RDカンパニーにもカシム家とオーセル財閥とのコネで入社した身でありながら、部長止まりの今の地位を不服に思っている。
ロイルを利用してドナンを失脚させようと企んだラコックの策略に掛かり、ゲリラに武器を売り付けて足を引っ張ってしまう。後にラコックによってその事実をマスコミにリークされ、社会的信用を失ったことで逃げるようにカシム家を去った。
レーク・ボイド
声 - 池田勝
地球連邦軍大尉（行政官就任後は少佐）。妻・サラとの間に2児がおり、ラビンは義兄、クリンとロイルは義弟にあたる。学生時代はラグビー選手であった。
異母兄2人以上にクリンのことを考え、親身に接している人格者。軍事指揮官としても非常に優秀であり、最初のドガ市攻防戦では鮮やかな手腕でゲリラの蜂起を鎮圧、その軍才の高さを発揮している。
ドナンからは『もともと軍人だから不器用で政治家には不向きかも知れん、しかし人の上に立つのに充分な誠実さがある』と評され、独立派ゲリラの勢いが強いパルミナ自治州の行政官に任命される。ゲリラ・連邦の区別なしに負傷者の治療が出来る野戦病院を設立、デロイア人住民や兵士の待遇改善を訴え、独立派との対話路線を模索するなど善政を敷いた。その方針は軍部から「甘い」と批判され、（地球人への不信に凝り固まった）ゲリラや人民の一部の上層部からは「（地球人の狡猾さを知らなければ騙されそうなほど演技のうまい）相当な狸」と疎まれたが、彼の人となりを知る側近からは支持を受け、後に殆どの人民からも支持されるようになっていった。
職業軍人という立場から政治的な駆け引きを苦手にしており、独立派と地球派との意見の食い違いや対立に翻弄され、さらにその不器用さを突いたラコックに利用されることがあり、サマリンからは『（独立戦争を止めるという意味では）来るのが遅かった人物』と評価された。
ルナ基地でデロイア人兵士による反乱が発生した時に反乱軍兵士の説得を行うも失敗に終わった際、派遣した軍使から受け取った『我々は地球人ではなく、デロイア人なのです』というガボール・ザナの伝言に大きな挫折感を味わうと、周囲に惜しまれながら行政官を辞任し連邦軍も除隊する。その後は病に倒れたドナンをワトキンスと共に看病した。
ラコックに対しては当初は同じドナン派として彼の意見に同調していたが、その腹黒い本性を目の当たりにしたことで「私だったらあんな（信用できない）奴は絶対そばに置かない」と嫌悪感を抱くようになる。
なお、第4話でCBアーマーを「アイアンコンバット」と呼ぶシーンがあるが、レーク自身CBアーマーの開発に関わっていたので、つい口から出たものと思われる。
ワトキンス
声 - 緒方賢一
カシム家に仕える執事。温厚な性格で、カシム家には忠実に尽くしてきた人物。ドナンが倒れた際はデロイアまで来訪して看病に当たる。
ただ気弱で小心な所も目立ち、ラコックからドナンの考えを問われた時には評価をそのままの言葉で答えてしまい野心の火に油を注ぐことになる配慮不足な面もあった。また、病床のドナンに対するラコックの行動（断定は出来ないが生命維持装置に何かをしようとする動きだった）や野心を露わにした際の言動にも、うろたえるばかりで対処出来なかった。
最終回では一人残されたフィナを案じつつ、地球に（一時的ではあったが）帰って来たクリンの姿に嬉し泣きを見せた。
ヘルムート・J・ラコック
声 - 仁内達之 / 中尾隆聖（『サンライズ英雄譚』）
ドナンの補佐官としてカシム家に出入りしている、オールバックとタイトなスーツスタイルが特徴的な25歳。カシム家ではクリンを「坊っちゃん」と呼び、ワトキンスと共に執事のような役回りをこなすこともあった。
表向きには紳士的でスマートな振る舞いを見せるが、謀略と奸智に長けた策略家・野心家でもあり内心は非常に権力欲が強い人物。博識で機転が利きドナンの指示で政治工作に暗躍するなど、裏で糸を引く「本作の悪の主人公」と評される。
他者を見下し利用するのは勿論、用済みとあらば謀略で陥れたり容赦なく切り捨てることも躊躇せず、己の利益のためなら善悪を問わずに自らの手を汚すことも厭わない性格。ドナンからも『能力的には政治家向きだが残念ながら人徳がない、（手にした権力を乱用させないためにも）補佐官が分相応だ』と見抜かれ警戒されていた。それをワトキンスから聞き出すと「ドナンの下では望むような出世は果たせない」と野心を表に出して独自の行動を起こし始め、病に倒れたドナンをあっさり見限り連邦政府のデロイア駐在弁務官の肩書きを獲得。事実上、デロイアにおける地球連邦側の最高実力者にまで登り詰めた。
ドナンに対しては「獅子（優秀な政治家）」と敬意は持ち、クリンも「獅子の子（器量人）」として評価するなど人を見抜く目は確かと言えるが、酷薄な人間性が災いして周囲からは好かれず、孤立した人物でもあった（秀麗な外見と卓越した才略を持ちながら友や恋人と呼べる者がおらず、レークのような人格者から嫌悪され、素直な好意を向けていたデイジーからも冷淡に避けられていた事実はその証左と言える）。
その後も地球の権益の代表者としてデロイアを実質的に支配する立場を狙い、人民解放政府和平派のリーダーであるカルメルを利用。決定的状況で解放軍指導部を一時的な機能不全に追い込んだ隙に、地球軍側の防備を充実させた上でデロイアに地球主導の独立を認めるという（譲歩に見せかけた）交渉を成立させる形で、一気に解放軍を解散に追い込み、その軍事的実行力を削ぐことに成功した。しかし土壇場でカルメルが独立運動家の意地を取り戻し、自分の思い通りに動かなくなったため新政府の丸め込みに掛かったが、散々利用してきたデスタンがさらなる報酬を無心しに現れると『私はお前のような男が一番嫌いなんだ、この身の程知らずめ、寄生虫めが！』という罵詈雑言で突き放した結果、逆上したデスタンに背後から拳銃で撃たれるという自業自得を絵に描いたような敢えない最期を遂げた。
彼の急死により、連邦軍側の意思決定能力がマヒしたことで一触即発の状態だった新政府治安軍と連邦軍との全面衝突は回避され、デロイアの権利についても再交渉が行われた。
マリアン
声 - 鵜飼るみ子
カシム家の家政婦。

### 民間人
ディック・ラルターフ
声 - 兼本新吾
APU通信の特派員としてデロイア中を回っている、反権力志向のジャーナリスト。葉巻を嗜む47歳。慧眼な人物でもあり、初期の反乱が連邦にとって都合の良い側面を持っていることを見抜いていた。心情的にはゲリラ派に近く、デロイア独立運動をメディアの面からサポートした。
クリンを追ったデロイアではツテがなく、同行させてもらうため「何でもする」と懇願するデイジーに「服を脱げるか？」と戦乱激しいデロイア入りの覚悟を聞く。その後は何事もなく好意的に接して助手という形で同行させ、彼女の成長に一役買った。
第22話で号外を執筆し「太陽の惑星デロイアの持つ鋭い牙」との意味を込めてクリンらのグループを「太陽の牙」と命名、J・ロックがこの名で呼ぶきっかけを作っている。
デイジー・オーセル
声 - 高島雅羅
本作のヒロインで、クリンのガールフレンド。サイドが巻かれたセミロングの金髪とワンピース、やや痩けた頬が特徴の16歳。オーセル財閥会長・モレアの娘。
世間知らずのお嬢様だったが単身クリンを追ってデロイア星に渡航、その旅でジャーナリストのラルターフに同行する。後に野戦病院を訪れた彼女は現実を目の当たりにしたことから一時はクリンを追うことを止め、野戦病院の看護婦に志願するなど様々な体験を経て人間的にも目覚ましく成長する。後にクリンとも再会を果たし、敵と戦うクリンとは逆に命を救う方面で自身を活かす決意をした（一度だけのデロイアでの再会でその会話も行っている）。野戦病院閉鎖後は上司だったダロウェイが設立した孤児院で働き、休戦後もデロイアに残り孤児達の世話を続けた。
なお、クリンは最終回で地球に一時帰郷した際、ラルターフに「半年経ったらデロイアに戻ってくる」とデイジーへの伝言を託して旅立った。
アイキャッチでは、気づかずにクリンとすれ違って、直後、互いに「あ！」となるシーンが描かれる。
モレア・オーセル
声 - 藤城裕士
地球のオーセル財閥会長でデイジーの父。富裕層であるが篤実な性格。デロイアで最初に娘と再会した時は自身に甘えることなく行動する姿を見て、その成長ぶりを認めていたようである。
その後は財閥系企業によるゲリラへの武器横流しを知り、少しでも罪滅ぼしになればとデロイア独立パーティーの会場で再度再会した娘に対して頼まれるまでもなく孤児院への寄付を申し出た（当時は孤児院が貧窮しており、デイジーも『こればかりは父を頼ってみるしかない』と意を決して会場へ出向いていた）。
コール・デスタン（劇場版ではワイヤード・デスタン）
声 - 広瀬正志
元は独立派ゲリラ組織のリーダー格。
真摯に理想を追求する人物であったが、太陽の牙の面々（特にロッキー）とは意見の相違で諍いもあり別行動を取る。その後はボナール市でのゲリラ弾圧を機に全ての理想を捨ててゲリラを裏切り、連邦サイドに就いてラコックの情報屋に転向する。
真面目だが持論に関しては頑固で、状況に合わせた柔軟性がなく短気、戦場では必要な冷静さや判断力にも欠ける性格。煽り耐性もなく、情報を得るためにゲリラを拷問で手にかけてしまった直後には錯乱するなど、神経質で精神的なストレスにも弱い面が多々見られる。
物語中盤には、かつて独立運動に引き入れたリタを誤解から射殺してしまった罪悪感によって一旦は情報屋稼業から手を引くが、デロイアをめぐる混沌とした情勢が遠因でレストランの女主人・オレナとの懇意をきっかけに再開。ラコックとカルメルとの交渉にも一役買い、まとまった金を手にしたことでオレナを愛人として囲うようになる。
終盤にはラコックが対デロイア政策のトップに登り詰めたことを知り、オレナの制止を振り切ってさらなる金を得ようと画策するも、ラコックの「寄生虫めが！」という罵倒に逆上して背後から射殺。発狂した状態へ陥りながら、ラコックの護衛に連行されていった（最終話「燃えつきたあとに」）。
皮肉にもこの凶行は、かつて彼が追い求めたデロイア独立に対する最大の貢献となった。
ネルオーダー
声 - 緒方賢一
ネルオーダー・メタリック社の社長。サマリンに資金援助を約束するが、その見返りとしてRDカンパニーによる吸収合併を阻止するため建設中のスタニウム工場の破壊を要求した。しかしラコックの策謀により地球資本から圧力を受けてボナール財界からの援助が望めなくなり、会社は窮地に立たされてしまう。
その後はRDカンパニー側のロイルが担当者となり再建資金提供の契約を締結するが、不利な条件を飲まされた模様。
ハレル
声 - 山田俊司
ネルオーダー・メタリック社の幹部。窮地の会社を救うため社長のネルオーダーを説得、自身が泥を被ることでサマリンたちの情報を漏らす。
ダロウェイ
声 - 尾崎桂子
レークが設立した野戦病院の看護婦長。連邦軍兵士がゲリラの負傷兵を強引に連行しようとした際には恐れることなく叱り飛ばし、平手打ちを見舞って阻止するほど芯は強い。業務も迅速で的確な判断力を発揮、デイジーの成長にも大きな影響を与えた。
野戦病院閉鎖後はドガ市で孤児院を開設、デイジーとともに戦災孤児の救済に努める。
ニール
声 - 村松康雄
ドナンとは学生時代から旧知の仲で、公私の別なく対等に何でも語り合える親友の医師。ドナンの主治医も務めており、余命が半年であることを伝えた時は「真実を伝えることが、これほど辛いと思ったことはない」と親友への苦悩をにじませていた。
ドナンの病状が悪化して倒れたと知ってデロイアに緊急渡航し、最期まで治療に当たったが、努力の甲斐なくドナンを喪う結果となる。
オレナ
声 - 高木ゆう子
スパ市郊外でレストランを経営する女主人。解放軍の兵士の他にもデスタンが常連として入り浸っており「田舎に引っ込んでのんびり暮らしたい」という夢を知り、解放軍兵士たちの情報も得たため情報屋稼業を再開するきっかけとなった。
その後は彼の愛人として田舎暮らしの夢は叶ったが、権力者となったラコックにさらなる無心を画策したことを知る。欲の出たデスタンを引き留めたものの聞き入れられず、彼が衆人環視の中でラコックを射殺する凶行に及んだことが追い打ちとなり、離れ離れになってしまった。
マルック・アンドル
声 - 山田俊司
ロッキーの兄。地道な人生を歩んでおり、自動車解体業を営みながら妻や子供を養っている。

### 政治家・官僚等
デスモント
声 - 伊井篤史
ボナール市の市長で、デロイア初の公選による就任だった。家族は妻と一人娘のミリンダ。
デロイア独立派に寛容だったが、デロイアの州昇格により自身の政策と方針をボナール経済界から圧力を掛けられ、抵抗も虚しく市長を辞任させられた。その後はフォン・シュタインとグランフェルドの台頭を悲観し、市長室内で拳銃自殺を遂げてしまう。
市民の反発を抑えるためにデスモントの葬儀を開いたラコックは「市長の名誉のため、自殺は公言しないように」と発言したことにミリンダは声を上げて反論、不満を募らせていた市民の反感も相まって騒動に発展する。さらには気乗りしないまま参列したフォン・シュタインの拉致未遂に至るなど、ラコックの策と発言はことごとく裏目に出てしまった。
グランフェルド
声 - 鈴木泰明
ボナール市の公安長官で、デロイア独立派を一掃した後にボナール新市長へと就任する。なお、フォン・シュタインとは士官学校の同期生という繋がりがあった。
エイモンド・ビラフ
声 - 塚田正昭
アンディ鉱山会社のコホード州代表。反メドール3州側であり、アンディ鉱山にサマリン等を潜伏させた。
ライアン・バーガー
声 - 緒方賢一
アンディ鉱山会社のミンガス州代表。反メドール3州側であり、アンディ鉱山にサマリン等を潜伏させた。
ジャクソン・ライズ
声 - 二又一成
アンディ鉱山会社のローディア州代表。反メドール3州側であり、アンディ鉱山にサマリン等を潜伏させた。
アール・シルバ
声 - 亀井三郎
地球連邦ミンガス州代表。地球連邦評議会を前に、フォン・シュタインを口説いて切り崩しに掛かったが失敗する。
ロマン・ガーコフ
声 - 緒方賢一
コホード州の通商官。反メドール3州を代表し、ラコックに寒冷地用CBアーマーを売り込んだ。

### 軍人
フォン・シュタイン
声 - 蟹江栄司
地球連邦軍第8軍大佐。デロイア出身だが、地球で教育を受け長く暮らしていたため考え方は地球人と変わらない。
物語序盤に首都カーディナルでデロイア独立のクーデター（ただし、ドナンと組んで反乱分子を炙り出すためのデキレース）を起こし、それを拒否したダンロック中将を暗殺。連邦評議会を占拠、後にデロイア自治州代表へ就く。彼なりの正義や理想はあり、デロイアが地球圏と共存するためには「最下位の州」としても存続することを最善としていた。
かつては「最も信頼していた」ザルツェフを始めとする多くの兵士に尊敬されていたが、デロイア自治州の代表に就任しドナンの傀儡となった頃から現場を無視した政治的配慮優先の命令を下すことが多くなり、ザルツェフからは「軍人魂と引き換えに背広が着たくなったか」と嘆かれ、一般兵にも「あんな人じゃなかった」と酷評されてしまった。しかし軍事面では「追い込まれた時の方が彼は強い」とザルツェフは評価している。事実、度重なる敗戦で第8軍が弱体化した後に北極ポートへ進軍する解放軍に対して特殊部隊を編成、連邦軍がゲリラ戦を行うという奇策を実行し多大な戦果を上げたりもした。
ドナンが病に倒れた後、権力欲むき出しで行動するラコックの悪辣さを痛感してデロイア人としての誇りを取り戻し、サマリンとの直接会談に向かう。これに驚き焦ったラコックのなりふり構わず強引極まりない攻撃命令から、驚愕と怒りの中で乗機していたヘリコプターを撃墜され、その死はラコックにより事故死として片付けられた。
ミゲロ
声 - 木原正二郎
地球連邦軍の大尉。第1話でフォン・シュタインから太陽の牙撃滅のため直々に指名され、自身は管制ヘリに乗機して指揮を執る。
補給列車を囮にした作戦でデューイ戦闘ヘリ1機・ラウンドフェイサー3機編成により崖の上下から攻撃を仕掛けるが、太陽の牙メンバーの反撃に遭って全ての攻撃手段を失ってしまい、退却を余儀なくされた。
ダンロック
声 - 池田勝
地球連邦第8軍の中将で司令官。フォン・シュタインにデロイア独立の決起を促されるが相手にしなかったため、業を煮やしたフォン・シュタインによって射殺された。
ジュディア・オハラ
声 - 尾崎桂子
地球連邦第3空軍所属の女性中尉。ドナンが搭乗したシャトルに同乗した。
ブレナー
声 - 石森達幸 / 緒方賢一
地球連邦第6軍の大佐で司令官。フォン・シュタインに第8軍と人民解放軍を戦わせて双方を弱体化させようとするラコックの策謀を忠言した。また、北極ポートに迫った休戦中の解放軍を包囲するようにとのラコックの要請に軍人として従っている。
ダーク
声 - 戸谷公次 / 佐藤正治
地球連邦軍曹長。CBアーマー隊の隊長で操縦技術も一流と呼ぶにふさわしく、統率力や指揮能力に長ける叩き上げの下士官。命令と任務に忠実であることをモットーとする、職業軍人の典型。口が悪く敵対した者には容赦しない反面、故郷に残した妻子をいつも気にかけ、コクピットに写真をしのばせている家族思いの面もある。
ドナン救出作戦時にラウンドフェイサー小隊を率いる。基地のラウンドフェイサーをトレーラーごと盗み出し追いついてきたクリンを、ラコックとレークの「戦時特例法205号が適用される」との進言から、臨時で配下に加えた。
その後はゲリラ追討戦にて、敵対勢力に加わったクリンと交戦。過去の恩により反撃をためらうクリンを翻弄し、援護したビリーとキャナリーをも追い詰めるが、眼前の仲間の危機に吹っ切れたクリンの反撃に遭い戦死。
なお、コミカライズ版ではレークのようにクリンのことを幼い頃から知っており、クリンからも「憧れの軍人」として尊敬され慕われていた設定が加わっている。
ノートン
声 - 市東昭秀
地球連邦軍のドナン救出隊の軍曹で、ダークの部下。作戦中ラウンドフェイサーで敵パトロールヘリを撃墜するが、敵クラブガンナーのミサイル攻撃を受けて戦死。
ベリオン
声 - 桜本晶弘
地球連邦軍のドナン救出隊の軍曹で、ノートンと同じくダークの部下。敵クラブガンナーのミサイル攻撃により、乗機のラウンドフェイサーを損傷させられた。
ブルーム
声 - 山田俊司
地球連邦軍のドナン救出隊の伍長で、ノートンやベリオンと同じくダークの部下。救出作戦でダークの指示に従わなかったクリンを咎めた。
後にダグラム追討隊として作戦に従事するが、ダーク共々ダグラムによって倒された。
グラッシン
声 - 徳丸完
地球連邦軍に所属する、ドナン救出隊の特殊部隊隊長。囚われたドナンの元へと急ぐクリンを待ち受けた敵兵を手榴弾で爆破し、狙撃される寸前だったクリンを間一髪で救った。
ヴルドラン・ガルシア
声 - 玄田哲章
地球連邦軍大佐。ゲリラ狩りを得意とする荒くれ者の傭兵部隊、通称「ガルシア隊」の隊長。グレーのオールバックに赤茶色の軍服、右目の大きな傷と太めの体型が特徴。理由は不明も足が悪いのか、杖を持ち歩いている。
残忍かつ横暴で（傭兵は戦果によって報酬が変わるため）金が全てであり、勝つためには手段を選ばない執念深い性格。その上、正規軍との連携を命じられても従わず手柄を独占しようと目論み、そのせいで自分達が敗れると今度は正規軍に連絡を取って任務を丸投げにするなど、その口調からもふてぶてしさと身勝手ぶりが目立つ人物でもある。
なお、配下の兵士達も「規律というものは一切持ち合わせていない」という言葉がぴったりな似た者同士ばかりで、行軍中に平然と民間人を蹴散らすことなど日常茶飯事、規律正しい行動を取る連邦軍兵士を茶化すことさえあった。また、ドーベルという名の凶暴な猟犬をペットとして連れ回している。
太陽の牙追討のために送り込まれ、所有するテキーラガンナーを撃破された後には得意の砂漠戦と新型CBアーマー・デザートガンナーを擁し、持久戦により仲間の命と引き換えでダグラムを投降寸前にまで持ち込むなど彼らを窮地に追い詰めた。しかしハックルの寝返りが引き金となり形勢は逆転、自身の隊は壊滅させられてしまう。
撤退命令が出た後も自分たちの面目を潰した太陽の牙に激しい復讐心を燃やし、撤収するヘリに同乗していた連邦軍士官のM・ワサキを脅迫して追撃へ向かわせる。その後もヘリ操縦士を殺して墜落させた挙げ句、吊り下げていたデザートガンナーを奪い取り、逃げるワサキを機関砲で殺害。なおも砂漠で動きの鈍かったダグラムを執拗に追撃するが、ハックルの運転するバイクで懐に飛び込まれ、同乗したチコのビッグEガンで動きを止められたところにダグラムのリニアガン直撃を食らい、返り討ちに遭って戦死。
オッペ
声 - 千葉繁
ガルシア隊の副官。性格はかなり悪く「ごろつきや私兵集団隊長の典型」とも言えるキャラクター。
コイン占いが趣味でよく当たると自負しており実際その通りになるケースは多かったが、ハックルの「ダグラムのコクピットに仕掛けられた爆弾を解除する」という芝居に対しては占いが裏目に出てダグラム奪回の隙を与えてしまい、ガルシア隊の壊滅に導いてしまった。
重傷を負い最後の力を振り絞って手榴弾をクリン達の背後から投げようとしたところを、唯一正面から見えていたハックルに気づかれ射殺される。しかし手榴弾は安全ピンが抜かれる前にフェスタ が運転していたサイドカーの側車部分に落ちており、その後も気づかれないまま荒っぽい運転によって偶然にも引っ掛かった拍子にピンが抜けて爆発、間接的にフェスタの命を奪うことになる。
ガゼール
声 - 三橋洋一
地球連邦第8軍の少尉。任務遂行のために忠実で、発言には堅さが見られる。ガルシア隊に増援部隊及びデザートガンナー2機を引き渡すために派遣されたが、実は初陣であり実戦経験が乏しい。
ダグラムに爆弾を仕掛けたというハックルとクリンの狂言を疑いながら監視していたが、ハックルから渡されたケーブルを握った際に感電させられ、ダグラムのコクピット付近から転落死してしまった。
M・ワサキ
声 - 筈見純
地球連邦第8軍の大尉で救援部隊の隊長。ガルシア隊を撤収しデザートガンナーを引き上げるため、フォン・シュタインの指示で派遣された。追走を懇願するガルシアにぐうの音も出させない正論を吐くほどの生真面目な性格。
しかし撤退中にガルシアから銃口を向けられ脅迫され、乗機ヘリだけが別行動を取る形となって追撃を余儀なくされる。さらに操縦士を倒されヘリは墜落、それに紛れてデザートガンナーをガルシアに奪われてしまい、同様に拳銃を突き付けられ『今ここで死にたくなければ撃て！』と脅されたデザートガンナーのパイロットから機関砲掃射を受け死亡した。
ガーシュナー / ルドルフ / アルフレッド
声 - 不明
地球連邦第8軍のCBアーマーパイロット。ザルツェフの部下で、彼の作戦による軽量化改装ラウンドフェイサーを操縦する。
ダグラムの動きを予測した事前のシミュレートでは3人で複数パターンのフォーメーションを組み、実戦でもザルツェフのナビゲートによるコンビネーション攻撃で戦闘を優位に進めた。だが想定外だったJ・ロック隊の加勢から、管制ヘリの撃墜を恐れたザルツェフの命令により退却している。
バラフ軍刑務所所長
声 - 北川米彦
サマリンが収容されているバラフ軍刑務所の所長で、フォン・シュタインによって所長に任命された。
しかし直々に任命された所長のプライドからか、ゲリラ追討でやって来たザルツェフに指示を出される「越権行為」が面白くなかったようで、警備やサマリンの扱いを巡って対立。結果的に自身の意地を張った指示が裏目となり防衛に失敗、サマリンどころか囚人の殆どを奪い返されてしまった。
看守長
声 - 玄田哲章
バラフ軍刑務所所長の部下。脱走を図ったウイリーとチコを拷問にかけた。救出に来たロッキーからは、チコのお礼参りとばかりに強烈な右ストレートを食らっている。
ギルソン
声 - 滝雅也
地球連邦第8軍の中尉。ラコックとは知り合いのようで、それまでサマリンとダグラムを追討していたザルツェフがフォン・シュタインによって担当を外されたため、後任の指揮官に就任。
直後に二階級昇進で少佐になったことでザルツェフとも対等な口を聞くようになるが、サマリンやダグラムらを乗せた貨物船に見当違いの攻撃を仕掛けて失敗し撤退、しっかり動きを読んでいたザルツェフに呆れられる。
ハンズ・ドリップ
声 - 長堀芳夫
地球連邦軍の大尉でパルミナ行政官の副官。ロイ・ゲイダは友人。レークの行政方針に共鳴しており、デロイア人民解放軍がドガを陥落させた際には行政庁に残り投降した。
ロイ・ゲイダ
声 - 市東昭秀
地球連邦軍の大尉でパルミナ行政官の副官。ハンズ・ドリップは友人。ドリップ共々レークの行政方針に共鳴しており、ウルナ基地反乱の際にはデロイア兵を救済すべく投降を呼びかけた。
エバンス
声 - 長堀芳夫
地球連邦第8軍の軍曹でブロックヘッドのパイロット。ハンクには『地球に戻ったら家に遊びに来てくれ』と話していたが、ダグラムの攻撃により戦死し願いは叶わなかった。
ヒース
声 - 不詳
地球連邦第8軍の伍長でエバンスと同じくブロックヘッドのパイロット。ダグラムの攻撃により戦死。
ハンクとアーロン
声 - 政宗一成（ハンク）二又一成（アーロン）
地球連邦第8軍の曹長と軍曹で、アンディ鉱山近郊ではブロックヘッドに乗る。
上司のハンクは命令に従う職業軍人だが、同時に人間としての感情も尊重すべきと考える人物。ダグラムとの戦いで友軍機を撃破され、同僚を失ったことを嘆いていた。
その後の出撃において停戦命令を無視して私情による復讐のため、単独攻撃をかけることを決意。修理中で非武装のダグラムに奇襲をかけるが、マグランチャーを奪われて返り討ちに遭い彼らは機体を棄てて脱出した。その後の消息は不明。
本編での出演回数は少ないが、『チョロQダグラム』ではクリンと彼らが主役となった。
ブラドー
声 - 緒方賢一
地球連邦第8軍の少佐でウルナ基地の司令。裁判なしでゲリラの処刑を命じたことを部下のザナに指弾され、激怒した挙げ句にザナを営倉に入れた。後日ザナを処刑しようとしたが、部下であるデロイア兵の反乱によって死亡。
バルディー / ゴーレン / ジムル
声 - 長堀芳夫（バルディー） / 岡和男（ゴーレン） / 島田敏（ジムル）
地球連邦第8軍ウルナ基地の兵士。ザナの反抗による連帯責任で営倉入りにされるのを恐れ脱走。その途中で太陽の牙に遭遇し助けられ、ザナの抗命事件および連邦軍内部でのデロイア人差別の実態を告白した。
ブリンク
声 - 塩屋浩三
地球連邦第8軍の大尉。選りすぐりのCBアーマーパイロットで構成される24（にーよん）部隊の隊長。部下はバレル・テニスン・ラッドの3名。Xネブラ対応型にカスタマイズされ、有線式アームリニアガンを装備した高性能のラウンドフェイサー（通称コーチマスペシャル）を与えられている。24部隊は青をシンボルカラーとしており、使用機材や服装の全体もしくは一部分に必ず青が配色されているのが特徴。前述のウルナ基地反乱がきっかけで、急激に強化された反乱勢力に対抗すべく招集される。
ラッド
声 - 田中崇 / 加瀬康之（サンライズ英雄譚シリーズ）
地球連邦第8軍24部隊の少尉でブリンクの部下。大柄な黒人。ウエーブ大地攻略戦では僚機と共にダグラムを追い詰めるが、デロイア人民解放軍の本隊が現れ退却。
続くスタンレー高原での戦いでは、乗機が解放軍の落とし穴にはまった友軍機に足を引っ掛けて転倒。解放軍のインステッドを撃破するも、同時に放たれたリニアカノンがコクピットを直撃し相討ちとなった。
テニスン
声 - 目黒裕一
地球連邦第8軍24部隊の軍曹でブリンクの部下。色白で小太り、口の悪さが特徴。
スタンレー高原での戦いではデロイア人民解放軍の罠により、包囲されて集中砲火を浴びてしまい壮絶な最期を遂げた。
バレル
声 - 鈴置洋孝 / 森利也（サンライズ英雄譚シリーズ）
地球連邦第8軍24部隊の伍長でブリンクの部下。若者で金髪の優男。スタンレー高原での戦いでダグラムと交戦し戦死。
リマ
声 - 田中崇
地球連邦第8軍の少佐でドガ基地の司令。デロイア人民解放軍のドガ進攻に対して24部隊を派遣した。
スタンレー高原の戦いでは敗色の濃い連邦軍の撤退をマノンに具申、ドガ市街に迫ったデロイア人民解放軍に最後まで抵抗するも戦死。
フリッツ・マノン
声 - 緒方賢一
地球連邦軍中佐。レークの後任でパルミナ州行政官に就任する。軍事指揮官としては優秀で、軍部内でも勇名を知られザルツェフからも要注意人物と評されたが、自らを「智勇どちらも無いらしい」と客観視する。
基地や拠点に籠って待つよりも積極的な迎撃作戦を好む。解放軍の進路上にあるウェーブ台地に強固な砲兵陣地を敷き24部隊も配置すると、進軍する解放軍の戦力を削ぎ24部隊によってダグラムも撃退。しかしナナシの機転によって砲台の一部を無力化され、そこを足がかりに台地は奪われてしまった。
続くスタンレー高原の攻防では戦力（特にCBアーマー）の優位を以って解放軍の撃滅を目論んだものの、戦闘の要となるべき24部隊の各機をCBアーマー隊隊長として分散させる痛恨のミスで結果的に24部隊は全滅、CBアーマー隊も潰走し敗北の理由を理解出来ぬまま戦死した。
ラドルフ
声 - 塩屋浩三
地球連邦第8軍少佐。フォン・シュタインから北極ポート制圧を目指す解放軍の進撃を阻止する命令を受け、著しく弱体化していた第8軍をまとめ上げつつ北極ポートに通じる最後の要衝カルナック山脈を要塞化し新型寒冷地用CBアーマー・ビッグフットを配置して迎え撃つが、健闘空しくカルナック山脈を解放軍に突破され戦死。
ボリー
声 - 塚田正昭
地球連邦第8軍の中尉。北極ポートに進攻するデロイア人民解放軍をカルナック湿原帯で待ち受け、ダム放水で濁流に呑み込ませる策を仕掛けた。だが罠に気付いたザルツェフと太陽の牙によって作戦は失敗、自身も戦死した。
サミット
声 - 不明
地球連邦第8軍の中尉。北極ポートに進攻するデロイア人民解放軍をカルナック山脈で待ち受け阻止しようとしたが、崖を爆破するタイミングを逸して解放軍の進攻を許し防衛に失敗した。
シュミット
声 - 政宗一成
地球連邦第6軍の少佐。ブレナーの命令により休戦中のデロイア人民解放軍を包囲し、ザルツェフに無線で武装解除を要求。デロイア人民解放軍の兵士が挑発に乗って先に発砲したのを確認した上で攻撃を開始したが、サマリンが人民解放軍に武装解除を呼びかけることに応諾したため、攻撃を中止して退却した。